# Rainier (Oregon)
Rainier és una població dels Estats Units a l'estat d'Oregon. Segons el cens del 2000 tenia 1.687 habitants.

## Demografia
Segons el cens del 2000, Rainier tenia 1.687 habitants, 667 habitatges, i 460 famílies. La densitat de població era de 404,6 habitants per km².
Dels 667 habitatges en un 31,2% hi vivien nens de menys de 18 anys, en un 55,3% hi vivien parelles casades, en un 10,2% dones solteres, i en un 31% no eren unitats familiars. En el 26,4% dels habitatges hi vivien persones soles el 9% de les quals corresponia a persones de 65 anys o més que vivien soles. El nombre mitjà de persones vivint en cada habitatge era de 2,53 i el nombre mitjà de persones que vivien en cada família era de 3,03.
Per edats la població es repartia de la següent manera: un 27% tenia menys de 18 anys, un 8,1% entre 18 i 24, un 25,8% entre 25 i 44, un 26,1% de 45 a 60 i un 13% 65 anys o més.
L'edat mediana era de 37 anys. Per cada 100 dones de 18 o més anys hi havia 89,8 homes.
La renda mediana per habitatge era de 41.949$ i la renda mediana per família de 46.759$. Els homes tenien una renda mediana de 45.179$ mentre que les dones 23.036$. La renda per capita de la població era de 18.511$. Aproximadament el 8,4% de les famílies i el 10,4% de la població estaven per davall del llindar de pobresa.

## Poblacions més properes
El següent diagrama mostra les poblacions més properes.